# Karl Veltman
Karl Franz Gustav Maria Veltman (auch Veltmann) (* 9. Juni 1833 in Rheine; † 21. Juni 1911) war ein deutscher Reichsgerichtsrat.

## Leben
Der Katholik Veltman war Sohn eines Kaufmanns und studierte in Bonn und Heidelberg Rechtswissenschaft. 1852 wurde er Mitglied des Corps Teutonia Bonn. 1854 wurde er auf den König von Preußen vereidigt. Erst 1866 ernannte man ihn zum Stadtrichter. In Berlin übte er das Amt 1868 aus. 1871 wurde er Stadtgerichtsrat, 1878 Kammergerichtsrat und 1879 Landgerichtsdirektor. 1887 kam er an das Reichsgericht. Er war als Richter im IV. Zivilsenat tätig. 1910 trat er im Alter von 77 Jahren in den Ruhestand. Er war damit einer der dienstältesten Richter des Reichsgerichts. Der Reichsgerichtsrat Gerhart Veltman (1871–1945) war sein Sohn.

## Quelle
- Adolf Lobe: Fünfzig Jahre Reichsgericht am 1. Oktober 1929. Berlin 1929, S. 359.